# 1965 en Belgique
Chronologie de la Belgique
- 1961
- 1962
- 1963
- 1964
- 1965
- 1966
- 1967
- 1968
- 1969

Cette page recense des événements qui se sont produits durant l'année 1965 en Belgique.

## Chronologie
- 8 avril : loi relative à la protection de la jeunesse[1].
- 9 avril : loi sur l'expansion universitaire (« loi Janne »)[1].
- 23 mai : élections législatives. Les libéraux gagnent 28 sièges[2].
- 26 juin : fondation du Parti wallon[2].
- 27 juillet : installation du gouvernement Harmel (PSC-PSB)[1]. Marguerite De Riemaecker-Legot est nommée ministre de la Famille et du Logement, devenant la première femme ministre en Belgique[3].
- 23 novembre : décès de la reine Élisabeth.

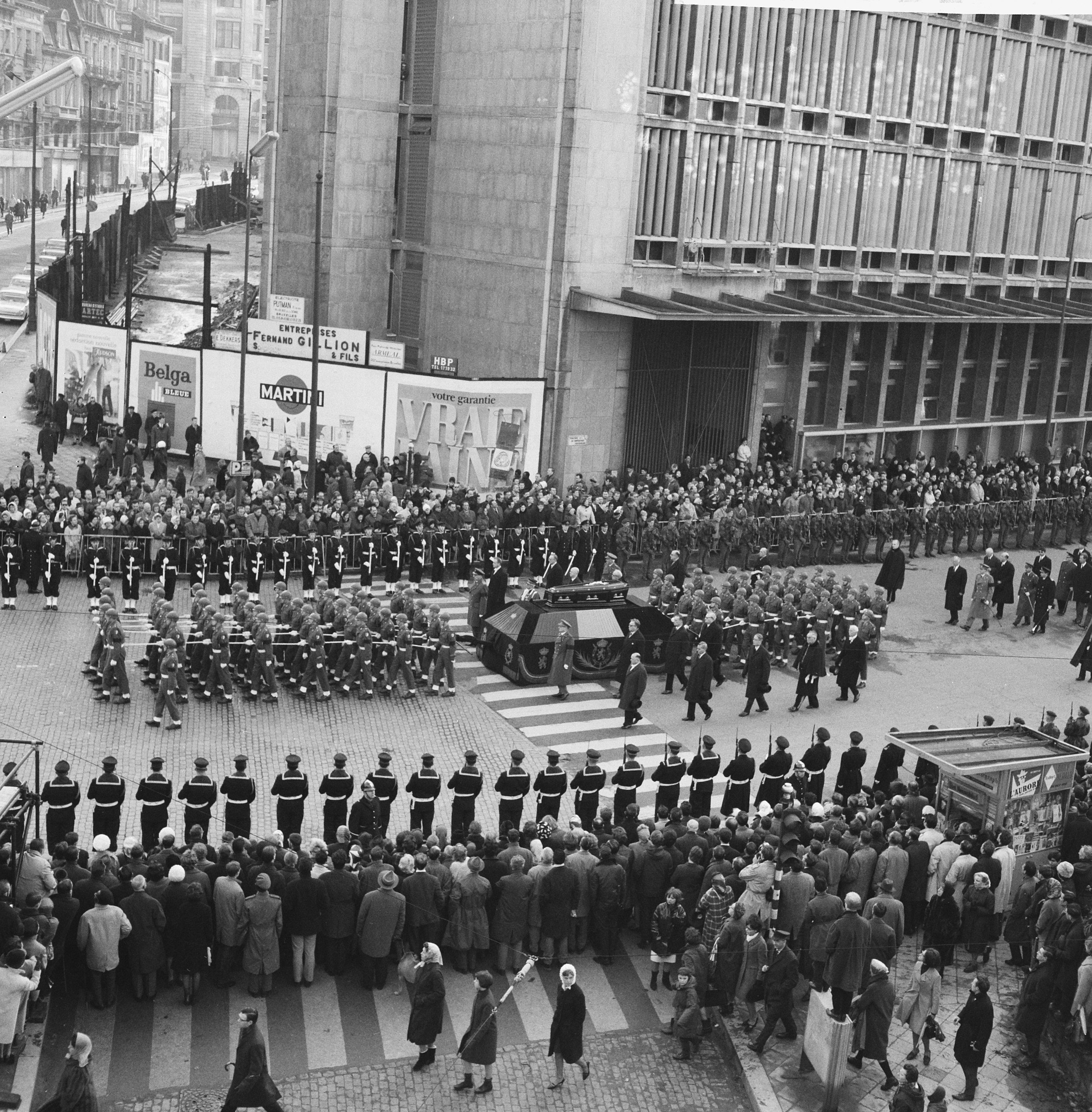
Funérailles nationales de la reine Élisabeth, à Bruxelles, le 30 novembre 1965.

- 22 décembre :  le gouvernement annonce la fermeture de charbonnages déficitaires, dont cinq en Wallonie et le charbonnage de Zwartberg en province de Limbourg[4].

## Culture

### Littérature
- Prix Rossel : Jacques Henrard, L'Écluse de novembre.

## Sciences
- Prix Francqui : Roland Mortier (littérature comparée, ULB)[5].

## Naissances
- 20 mai : Bouli Lanners, acteur, metteur en scène et réalisateur.

## Statistiques
- Population totale au 1er janvier 1965 : 9 428 100 habitants[6].